# Thái Cốc
Thái Cốc (chữ Hán giản thể: 太谷区, âm Hán Việt: Thái Cốc khu) là một quận thuộc địa cấp thị Tấn Trung, tỉnh Sơn Tây, Cộng hòa Nhân dân Trung Hoa. Quận Thái Cốc có diện tích 1034 km², dân số năm 2002 là 280.000 người. Quận lỵ đóng ở trấn Thành Quan. Mã số bưu chính của quận Thái Cốc là 030800, mã vùng điện thoại là 354. Thời Xuân Thu có tên là Dương Ấp. Thời nhà Tùy đổi tên thành Thái Cốc. Về mặt hành chính, Thái Cốc được chia ra thành 3 trấn và 11 hương. 
- Trấn: Thành Quan, Hồ Thôn, Phạm Thôn.
- Hương: Thành Quan, Hầu Thành, Bắc Quang, Thủy Tú, Dương Ấp, Tiểu Bạch, Trách Thôn, Vương Công, Diêu Tử Đầu, Đông Trang, Hử Bạc.